# Jean-Antoine Dubois
Jean-Antoine Dubois (Saint-Remèze en Ardèche, Francia; 1765 – París; 17 de febrero de 1848) fue un misionero francés en la India. 

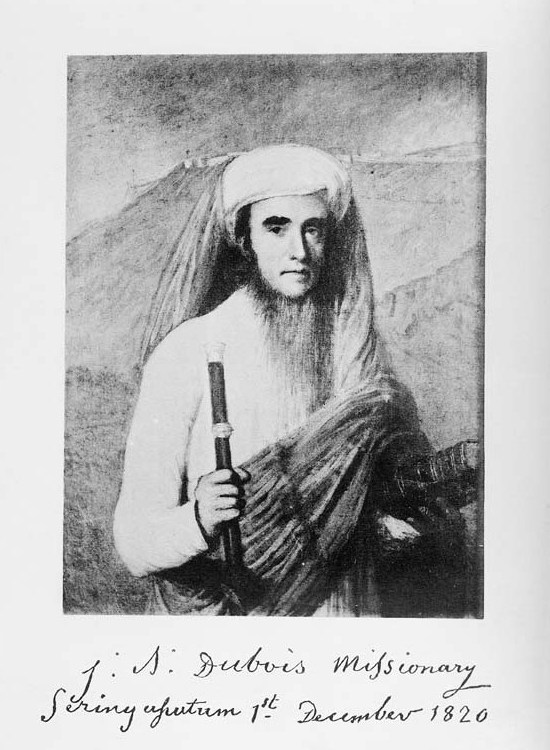
El abad Dubois vestido a la usanza india

Huyendo de la Revolución francesa, en 1792 el abate Dubois viaja a Puducherry (India) para predicar el cristianismo. Aunque permaneció allí 32 años, volvió a Europa convencido de que la conversión de los hindúes era una tarea imposible de llevar a cabo. Esta tesis, que expone en sus « Letters on the State of Christianity in India » (Londres, 1823), es vigorosamente criticada en Inglaterra. 

## Los escritos de o atribuidos a Dubois
Se cree generalmente que a continuación, y por veinte mil francos, escribió una obra para la Compañía Británica de las Indias Orientales, Gobierno de Madrás, traducida y publicada en Londres en 1816 bajo el título Description of the Character, Manners and Customs of the People of India, and of their Institutions, religious and civil. Se considera este trabajo como la primera obra de investigación sobre temas de la India. Dubois publicó en francés una edición corregida y aumentada con el título Moeurs, institutions et cérémonies des peuples de l'Inde (1825, París), considerada como el mejor y más completo de los trabajos de la época sobre la vida en la India.
Sin embargo, tal y como explica Sylvia Murr (véase la Bibliografía), « Moeurs et Coutumes des Indiens, — único texto que tiene derecho a este título — fue compilado entre 1776 y 1777 por Nicolas-Jacques Desvaulx, oficial de artillería criollo de Puducherry e hijo de uno de los más ricos mercaderes de la Compañía Francesa de las Indias Orientales. No es más que una versión abreviada, adaptada a los intereses del momento, de un resumen del indianismo jesuita redactado a mitad del siglo XVIII por Gaston-Laurent Coeurdoux, s.j., misionero en la India entre 1734 y 1779. Este resumen prometía un destino poco ordinario, puesto que ya Anquetil-Duperron hizo publicar todo un capítulo justo después de la Revolución francesa, que es también el que el abad Dubois vendió en 1808 a la Compañía Británica de las Indias Orientales en Madrás como si fuera su propia obra...  ».
Publicó también Exposé de quelques-uns des principaux articles de la théologie des Brahmes (París, 1825) y Le Pantcha-tantra ou les cinq ruses, fables du Brahme Vichnou-Sarma (París, 1826). Fue uno de los colaboradores del Bulletin Universel des Sciences del barón de Férussac. Acabó su vida siendo superior de Misiones extranjeras.
El abad Dubois formuló por vez primera la teoría de la invasión aria.